# Dag Øistein Endsjø
Dag Øistein Endsjø (født 1968) er en norsk professor i religionsvidenskab ved Universitetet i Bergen. Hans speciale er religion og menneskerettigheder, sex og religion, religion og populærkultur, græsk religion og tidlig kristendom. Han er især kendt for bøgerne Sex og religion. Fra jomfruball til hellig homosex, som er udgivet på ti sprog, og Greek resurrection beliefs and the success of Christianity, der handler om hvordan kristen opstandelsestro må sees i lyset af traditionelle græske religiøse opfattelser af fysisk udødelighed. Han er også en meget aktiv samfundsdebattør i Norge.

## Publikationer (udvalg)
- Sex and Religion. Teachings and Taboos in the History of World Faiths Arkiveret 30. marts 2012 hos  Wayback Machine. Reaktion Books 2011. Bogen er også udgivet på bulgarsk,[1] italiensk,[2] kinesisk,[3] makedonsk,[4] norsk,[5] polsk,[6] portugisisk,[7] svensk[8] og serbisk.[9]
- Det folk vil ha. Religion og populærkultur (Webside ikke længere tilgængelig) (med Liv Ingeborg Lied). Universitetsforlaget 2011.
- Greek Resurrection Beliefs and the Success of Christianity. Palgrave Macmillan 2009.
- Primordial Landscapes, Incorruptible Bodies (Webside ikke længere tilgængelig). Peter Lang 2008.
- “Lesbian, gay, bisexual and transgender rights and the religious relativism of human rights” (Webside ikke længere tilgængelig). Human Rights Review, 6:2, 2005: 102-10.
- “To control death. Sacrifice and space in classical Greece” Arkiveret 16. december 2012 hos  hos Archive.is. Religion, vol. 33/4, 2003: 323-340.
- “To lock up Eleusis. A question of liminal space”. Numen, vol. 47, 2000: 351-86.
- “Placing the Unplaceable. The Making of Apollonius’s Argonautic Geography”. Greek, Roman and Byzantine Studies. Vol 38. 1997: 373-85.